# Abd Allah II ibn Ali Abd ash-Shakur
Abd Allah II ibn Ali Abd ash-Shakur (également connu dans les sources contemporaines sous le nom d'« émir Abdullaï ») est le dernier émir de la ville de Harer. Défait par Menelik II à la bataille de Chelenqo, il est déchu en 1887. Après un bref exil, il revient dans la ville où il meurt en 1930.